# Senhora?

A repórter Renata Costa seguindo Edinair Maria

Senhora? é um meme da Internet que surgiu a partir de uma entrevista de Edinair Maria dos Santos Moraes à TV Anhanguera, em 2015. Edinair, junto com outros servidores comissionados da Assembleia Legislativa de Goiás (Alego), foi flagrada marcando presença e indo embora logo em seguida por três dias. A repórter Renata Costa questionou a servidora sobre isso, que começou a correr, sendo seguida pela repórter que dizia: "Senhora? Senhora?".
A reportagem foi publicada em 28 de setembro de 2015 e logo se tornou popular na Internet, inspirando jogos para celular e entrando em diversas listas de melhores memes do ano, além de ser o termo mais pesquisado do Google nessa categoria. Após o caso, Edinair foi exonerada e saiu de Goiânia, e a Alego fez mudanças para evitar casos como esse. Retrospectivamente, casos de pessoas fugindo de entrevistas foram comparados ao de Edinair.

## Origem

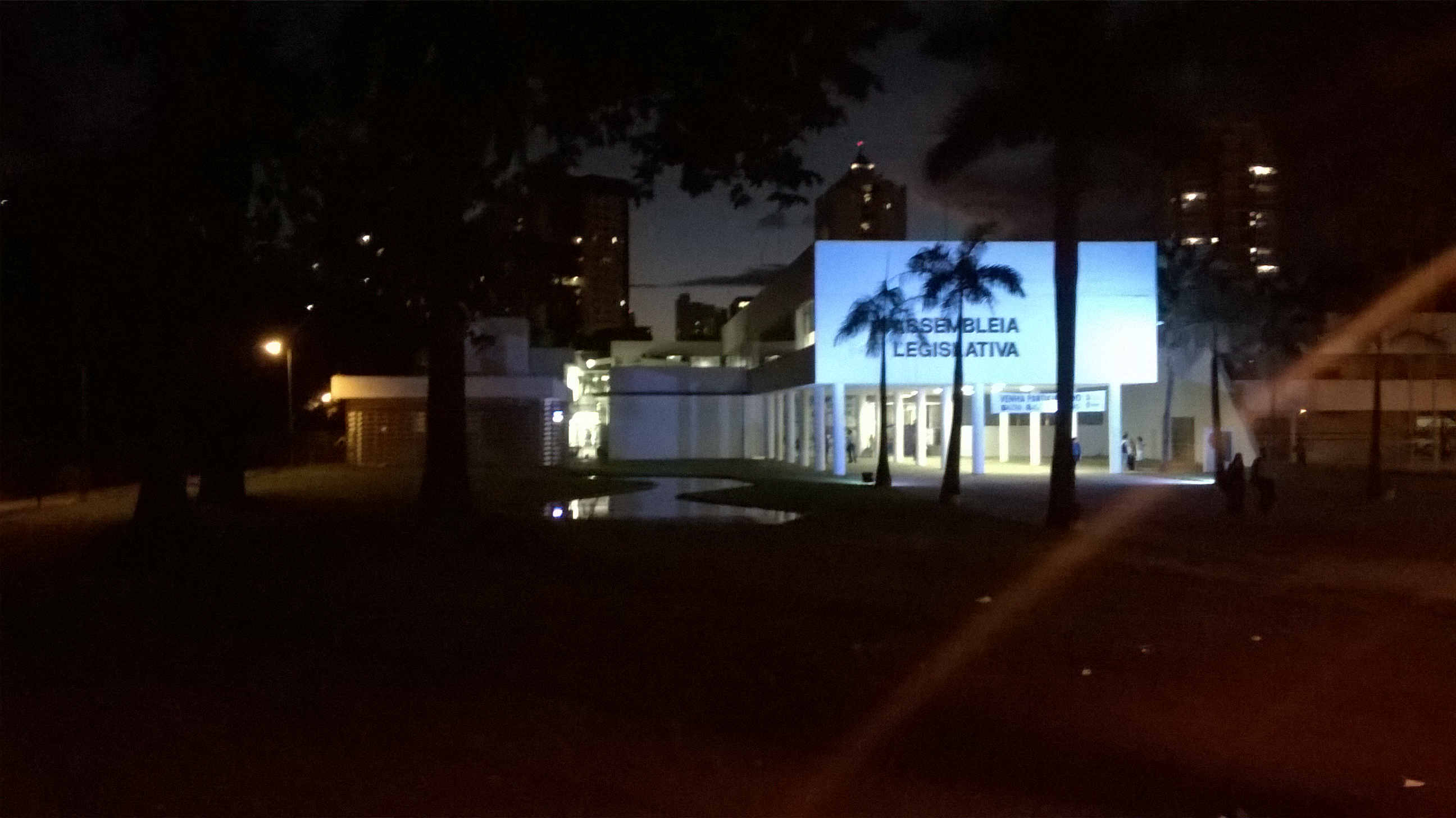
Vista frontal do antigo prédio da Assembleia Legislativa de Goiás à noite, em 2015.

Em 28 de setembro de 2015, foi divulgada a reportagem "Servidores da Assembleia batem o ponto e saem sem trabalhar", gravada pela TV Anhanguera de Goiânia, uma das filiadas da TV Globo em Goiás. A emissora flagrou servidores da Assembleia Legislativa de Goiás (Alego) batendo ponto e indo embora logo em seguida. Mesmo não trabalhando, eles continuavam recebendo salários de até dez mil reais. Uma das servidoras era Edinair Maria dos Santos Moraes, assessora nível 3, que foi flagrada registrando a presença na Assembleia, mas saindo logo em seguida. Isso foi registrado durante três dias pela rede televisiva. Com salário de dois mil reais, ela estava registrada como assessora do deputado Marlúcio Pereira da Silva do PRB.
Em um dos dias, Edinair foi para uma padaria, fez caminhada em um parque e passou quase duas horas sentada em um banco. Logo após, ela retornou à Assembleia, mas ficou do lado de fora. Após isso, foi entrevistada pela equipe de reportagem da TV Anhanguera e questionada pela repórter Renata Costa. Edinair disse que trabalhava como secretária, mas estava desempregada naquele momento. Ela declarou que estava na Assembleia para participar de um evento. No entanto, foi questionada sobre o fato de bater o ponto diariamente e sair. Ela negou, mas a repórter diz: "A senhora fez, nós temos gravado". A servidora começa a correr, sendo seguida pela repórter, dizendo: "Senhora? Senhora? Por que a senhora está correndo se não é funcionária da Assembleia?". No entanto, ela não obteve resposta.

## Repercussão e legado
O caso logo virou um meme da Internet e passou a ser compartilhado em redes sociais como o Twitter. Vários jornais notaram a popularidade do meme. O meme foi compartilhado pelo jornalista Hugo Gloss e pelo padre Fábio de Melo, e suas postagens tiveram repercussão considerável. A entrevista inspirou jogos para celular, notavelmente Senhora Volta Aqui. Em memes, "Senhora" foi o termo mais pesquisado no Google em 2015, segundo relatório publicado no dia 17 de dezembro. O caso entrou nas listas de melhores memes de 2015 da Revista Glamour, Super, Tecmundo, Mundo Bit e Diário de Pernambuco, e entrou na lista de "maiores memes da década" da 33Giga e de "7 maiores clássicos das reportagens que viraram memes" e "25 memes que formaram o caráter da internet brasileira" da MegaCurioso. O meme é citado no livro Os 198 Maiores Memes Brasileiros que Você Respeita, de Kleyson Barbosa.
Casos posteriores de pessoas que fugiram de entrevistas seriam comparados ao de Edinair. No dia 7 de janeiro de 2018, o programa Fantástico exibiu uma reportagem similar, sobre médicos do interior de São Paulo que batiam ponto no hospital em que trabalhavam e logo saíam do local, voltando apenas para bater o ponto da saída. A repórter tentou falar com um desses médicos. Ela questionou: "Por que o senhor não cumpriu seu horário todo aqui, doutor?", e o médico respondeu: "Eu tenho que... dá licença", e começou a correr. A repórter o seguiu até a entrada do hospital e não obteve resposta. O caso também virou um meme. O deputado federal Eduardo Bolsonaro, no dia 22 de outubro de 2019, após breve comentário sobre o Foro de São Paulo, evitou a imprensa correndo por três anexos da Câmara, esbarrando em pessoas. Uma repórter pediu entrevista, mas foi ignorada. Eduardo parou de correr após descer as escadas de acesso ao Anexo 4. O caso também foi comparado ao de Edinair e ficou popular na Internet.

### Resultado
Marlúcio Pereira disse que não havia nada de irregular com a servidora, que prestava serviços de assistência social ao gabinete. Ele disse que o trabalho de Edinair era em campo, principalmente em Aparecida de Goiânia. No entanto, Edinair foi exonerada um dia após a divulgação da reportagem, no dia 29 de setembro de 2015. O presidente da Alego, Hélio de Souza, declarou: "Nós a exoneramos porque ela disse que não trabalhava na Assembleia. Então, esse foi o critério".
Após o caso, Edinair deixou Goiânia, alegadamente porque estava com medo de ser agredida. A defesa relatou que havia provas de que ela cumpria sua função de assessora, mas um "grave equívoco" fez com que ela fosse exonerada e se tornasse um meme. Segundo o advogado de Edinair, Maurício Vieira de Carvalho Filho, dias após o caso: "Ela está emocionalmente acabada, completamente abalada, teve uma repercussão muito grande. Foram feitas várias montagens, vários perfis falsos nas redes sociais usando o nome e a imagem dela de maneira ilegal. Ela não tem condição de fazer nada hoje". Após os flagrantes de servidores que não trabalhavam, como no caso de Edinair, a direção da Alego anunciou mudanças, como a implantação de um sistema biométrico, substituindo os crachás, e um novo esquema de entrada e saída dos servidores, bem como uma avaliação trimestral dos funcionários elaborada e entregue por cada gestor.

## Artigos acadêmicos
- Porto, Lilian Mara Dal Cin (2018). Memes: construção de sentidos e efeito de humor (PDF). Pontifícia Universidade Católica de São Paulo (Tese). Consultado em 25 de julho de 2021
- Kobayashi, Sergio Mikio (2019). Memes no meio digital: um olhar teórico sobre sua propagação nas redes sociais. Universidade de São Paulo (Tese). doi:10.21165/el.v48i2.2337. Consultado em 25 de julho de 2021